# Silickie
Jezioro Silickie – jezioro położone na południowy wschód od Olsztyna na obrzeżach wsi Silice (Gmina Purda, powiat olsztyński, województwo warmińsko-mazurskie). W południowej części Jeziora Silickiego znajduje się przesmyk łączący je z Jeziorem Klebarskim. Z Jeziora Silickiego wypływa Kanał Kiermas.
Na mapie batymetrycznej IRŚ (pomiary najprawdopodobniej wykonane w latach 50. XX wieku) Jezioro Silickie traktowane jest jako ploso Jeziora Klebarskiego (pod nazwą ploso Silickie), łącząc się z nim szerokim przesmykiem (zarośnięty przesmyk występuje pod nazwą "Szyja"). Na późniejszych mapach oba jeziora połączone są rowem-strumieniem, co wynikać może z obniżenia się poziomu lustra wody, natomiast akwen oznaczony jest nazwą samodzielną "Jezioro Silickie".